# Hadena xanthophoba
Hadena xanthophoba är en fjärilsart som beskrevs av Karl Schawerda 1922. Hadena xanthophoba ingår i släktet Hadena och familjen nattflyn. Inga underarter finns listade i Catalogue of Life.